# Cheilosia varians
Cheilosia varians är en tvåvingeart som först beskrevs av Becker 1889.  Cheilosia varians ingår i släktet örtblomflugor, och familjen blomflugor.
Artens utbredningsområde är Schweiz. Inga underarter finns listade i Catalogue of Life.